# Kranichberg
Kranichberg ist eine Ortschaft und Katastralgemeinde der Marktgemeinde Kirchberg am Wechsel im Bezirk Neunkirchen in Niederösterreich.

## Gliederung
Die Katastralgemeinde Kranichberg gliedert sich in die Weiler Baumthal, Eselberg, Friedersdorf, Kiengraben, Oberer Kirchgraben, Kreith, Kreithberg, Pucha, Pyhra und Rams und umfasst mit etwa 10 km² 19,8 % des Gemeindegebietes von Kirchberg.

## Geschichte
Laut Adressbuch von Österreich waren im Jahr 1938 in der Ortsgemeinde Kranichberg ein Gastwirt, ein Gemischtwarenhändler und mehrere Landwirte ansässig. Die Ortsgemeinde Kranichberg wurde 1968 in die Marktgemeinde Kirchberg am Wechsel eingegliedert.

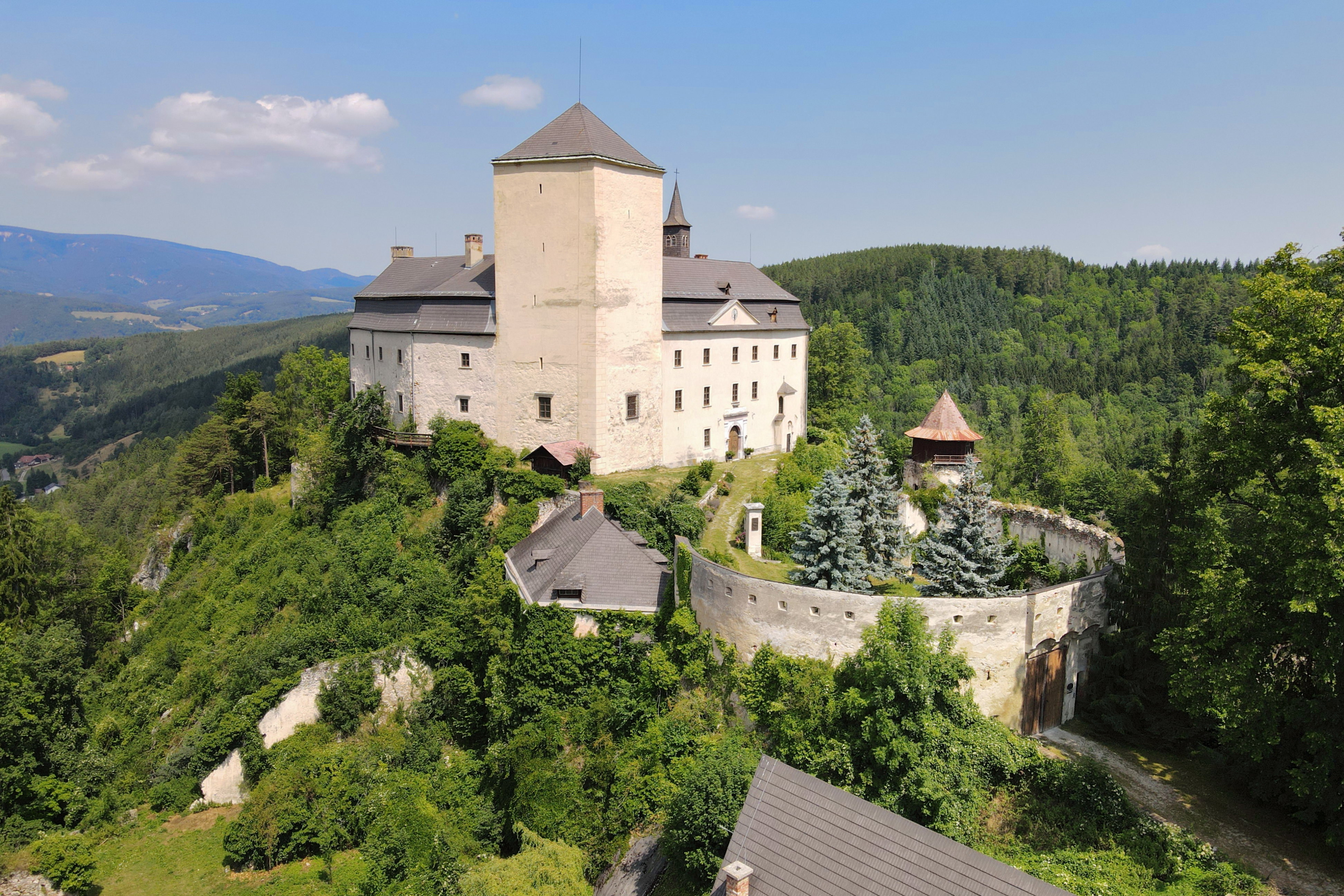
Burg Kranichberg

## Kultur und Sehenswürdigkeiten
- Katholische Pfarrkirche Kranichberg Hll. Philipp und Christophorus
- Burg Kranichberg

## Persönlichkeiten
- Isidor Harsieber (1891–1964), Landwirt, Politiker und Abgeordneter zum Landtag von Niederösterreich